# Церковь Сурб Вардан
Церковь Сурб Варда́н (арм. Սուրբ Վարդան եկեղեցի) — церковь Армянской Апостольской церкви в селе Верин-Саснашен Арагацотнской области Армении.

## Название
Церковь была названа Сурб Вардан, что означает Святой Вардан, в память об армянском полководце Вардане Мамиконяне.

## История
Построена в 2018—2019 годах на средства Александра Саркисяна — благотворителя из российского города Армавира, члена совета армянской общины Армавира. Его предки являлись мушцами, переселившимися из Западной Армении в Верин-Саснашен. Меценат задался целью продолжить летопись монастыря Святых Апостолов близ города Муша, построенного в IV веке в исторической провинции Тарон Западной Армении.
Первый камень в основание церкви был заложен в мае 2018 года, освящена же она была 12 ноября 2019 года предстоятелем Арагацотнской епархии епископом Мкртичем Прошяном. При строительстве церкви стараниями Александра Саркисяна из руин монастыря Св. Апостолов были привезены камни и уложены в фундамент и фасадную часть церкви. Двустворчатая дверь церкви Св. Вардана является копией уникальной двери 1134 года монастыря Святых Апостолов, хранящейся в музее истории Еревана.
Сурб Вардан — единственная церковь в селе, до её строительства местные жители молились и совершали все церковные обряды в церквах соседних сёл либо города Тали́н.
Настоятелем церкви является тер (отец) Таде Тахмазян.

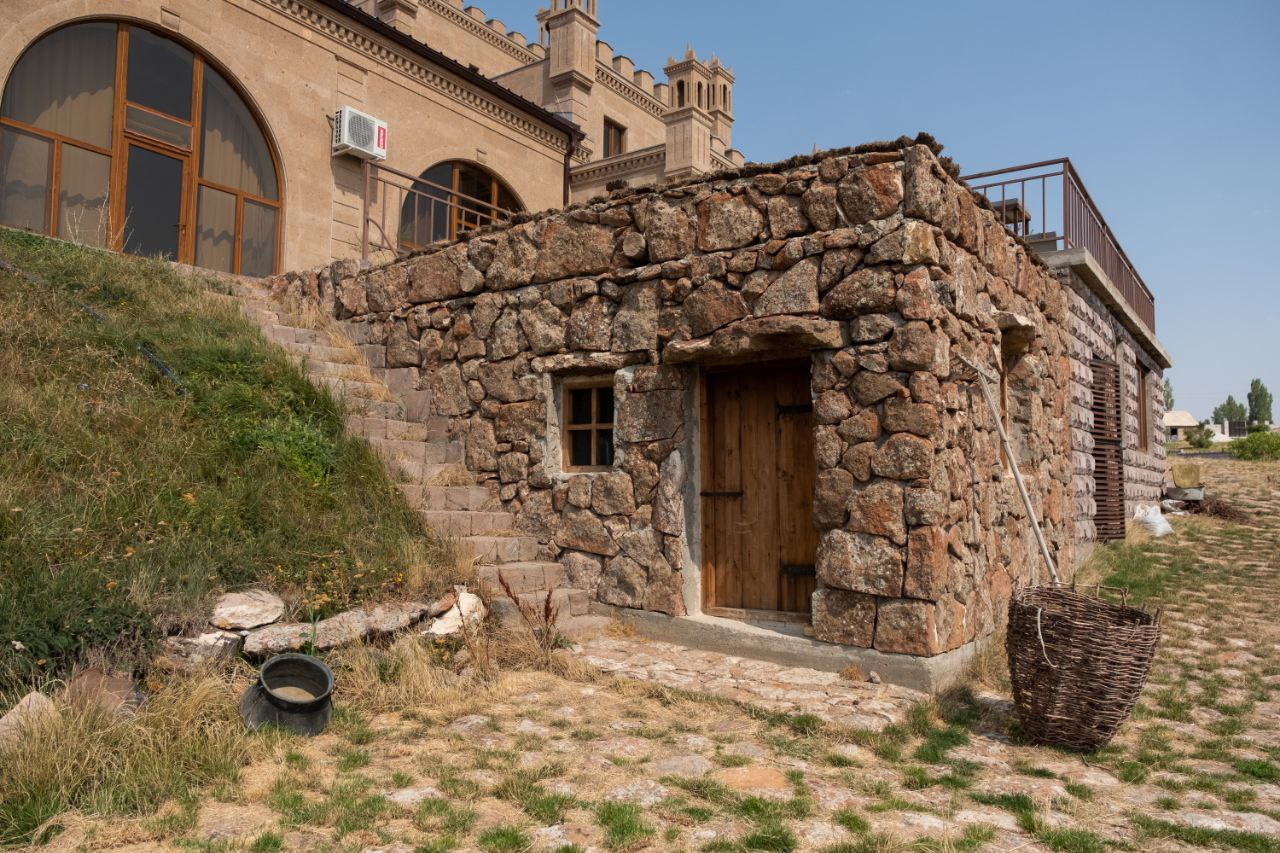
Музей-пекарня Сасна Берд близ церкви

Вблизи от церкви Александр Саркисян установил большой крест в память о жертвах геноцида армян. На территории церкви также расположен музей-пекарня Сасна Берд (сасунская крепость) с предметами быта типичного сасунского дома, представляющими живые традиции региона Муш-Сасун, откуда переселились предки нынешних сельчан.
Рядом с церковью посажена еловая роща, названная в честь 37 гайдуков, в 1901 году отважно оборонявшихся на стенах монастыря Святых Апостолов против турецких регулярных войск и курдских банд. Одним из этих гайдуков был Вардан Тер-Саргсян из села Алвариндж из исторических земель Мамиконянов в долине Муша, также известный как Вардан Алваринджский. Он был солдатом генерала Андраника и лидера гайдуков Геворга Чауша, а также другом Сейдо Погоса и Астура. Вардан из Алваринджа — дядя благотворителя Александра Саркисяна.